# 性別主流化
性別主流化，依據聯合國經濟及社會理事會的定義，是指評估任何計劃的行動（包括立法、政策或方案）在各領域和層次對性別的影響的進程。這是一種策略，將各個性別的關注事項和經驗視為一個整合體，納入政治、經濟和社會等所有領域的政策和方案的設計、執行、監督和評估，使男女都能平等受益，終止不平等的現象。最終目標是實現性別平等。 

## 背景與簡介
性別主流化概念在1985年出現在内罗毕舉行的第一屆世界婦女會議，之後一直持續在聯合國的各個發展組織之中活動。1995年在北京召開的第四屆世界婦女會議正式宣示了此概念，又有人稱爲特殊女權，強調聯合國以及之下各單位必須在女性充分有效的參與下加強女性主義的發展政策和計劃，以促進對男女兩性的平等權利。之後於1997年2月聯合國經濟及社會理事會確定定義：所謂社會性别主流化是指在各個領域和各個層面上評估所有有計畫的行動（包括立法、政策、方案）對男女雙方的不同含義。作為一種策略方法，它使男女雙方的關注和經驗成為設計、實施、監督和評判政治、經濟和社會領域所有政策方案的有機組成部分，從而使男女雙方受益均等，不再有不平等發生。納入主流的最终目標是實現男女平等。
理事會並且確定原則：
- 所有議題都應該設定成能考慮性別差異的形式，而不該設定該議題與性別無關。
- 性別主流化這個過程必須全面而有系統的進行，要由最高層的機關負責，而且要監督進度。
- 推行性別主流化並不代表不需要針對女性的政策或立法。
- 性別主流化需要明確的政治意志與財務、人力的分配。

## 性別主流化於台灣
台灣在2000年之後開始使用性別主流化一詞。2002年起部分婦女團體（婦女新知基金會、女學會、台灣婦女全國聯合會等）注意到政府組織改造並沒有融入性別觀點，因此在2003年多場公聽會後，開始推動在行政院下設立「性別平等委員會」（未來藍圖為具有獨立預算及專責人力之機關），也開始大量引用「性別主流化」的概念遊說政府。同時許多婦女團體也受邀加入行政院婦女權益促進委員會（僅為臨時任務編組，目前四個月召開一次委員大會）成為委員，便開始在其中推動「性別主流化」的六大操作工具，包括「性別統計」、「性別預算分析」、「性別影響評估」、「公務人員性別意識訓練」等。
2008年總統大選，經過婦女新知基金會等團體遊說，兩位候選人中國國民黨的馬英九及民主進步黨的謝長廷都公開承諾支持設立「性別平等委員會」，並等待立法院通過相關法案。
2008至2009年間，婦權會與婦女團體著手研議，2003年便已開始討論的「性別平等專責機制」。當時的共識是希望保留婦女權益促進委員會的運作，並在行政院下設立一級專責機構「性別平等委員會」，不僅要確立其法定地位、獨立預算和專責人力，還要維持民間參與決策的管道。婦女新知基金會、女性學學會與台灣婦女團體全國聯合會等更發起「性別平等專責機制推動聯盟」，尋求政黨及總統候選人的承諾，當時政府也對外公開宣示將性別平等委員會納入政府改造的議案中。
直到2008年10月，行政院研究發展考核委員以半年的時間（2008年10月到2009年3月），先後舉辦了三場座談會與四場公聽會，針對下面兩項方案來進行討論。一是在「性別平等促進會」之下，建立「性別平等處」作為幕僚單位；另一是在行政院各部會中，新設立「性別平等委員會」。雖然婦權團體期待能保留婦權會，並再增設性別平等委員會，但行政院基於兩者不得並存的立場，選擇了上述第一項方案。
婦權會於2012年改名為性別平等會（即文中提到的性別平等促進會）。性別平等會與性別平等處皆位於行政院本部之下，後者為前者的幕僚單位，專責推動性別平等事務，與原先婦權會的工作並無二致。

## 外部連結
- Gender Mainstreaming （页面存档备份，存于）（聯合國網頁）（英文）